# Slovenia Open WTA 2023
Lo Slovenia Open WTA 2023, noto per motivi di sponsorizzazione come Zavarovalnica Sava Ljubljana 2023, è un torneo di tennis femminile giocato sui campi in terra rossa all'aperto. È la 9ª edizione del torneo, facente parte del WTA 125 2023. Il torneo, tradizionalmente disputato a Portorose sin dalla sua istituzione, si è svolto quest'anno presso il Tivoli Tennis Center di Lubiana in Slovenia dall'11 al 17 settembre 2023. La sede del campo centrale è al Mima Jaušovec Court, situato al centro della Piazza della Repubblica.

## Partecipanti al singolare

### Teste di serie
| Nazionalità | Giocatrice                | Ranking* | Testa di serie |
| ----------- | ------------------------- | -------- | -------------- |
| Slovacchia  | Anna Karolína Schmiedlová | 64       | 1              |
| Spagna      | Aliona Bolsova            | 113      | 2              |
| Ungheria    | Dalma Gálfi               | 116      | 3              |
| Slovenia    | Tamara Zidanšek           | 118      | 4              |
| Spagna      | Marina Bassols Ribera     | 136      | 5              |
| Slovenia    | Kaja Juvan                | 145      | 6              |
| Cipro       | Raluca Șerban             | 156      | 7              |
|             | Ėrika Andreeva            | 160      | 8              |

* Ranking al 28 agosto 2023.

### Altre partecipanti
Le seguenti giocatrici hanno ricevuto una wild card per il tabellone principale:
- Živa Falkner
- Pia Lovrič
- Ela Nala Milić
- Natália Szabanin

Le seguenti giocatrici sono passate dalle qualificazioni:
- Michaela Bayerlová
- Gabriela Knutson
- Ashley Lahey
- Oleksandra Oliynikova

Le seguenti giocatrici sono entrate in tabellone come lucky loser:
- Andrea Gámiz
- Réka Luca Jani

### Ritiri
- Anna Bondár → sostituita da  Réka Luca Jani
- Veronika Erjavec → sostituita da  Andrea Gámiz
- Alizé Cornet → sostituita da  Sapfo Sakellaridi
- Julia Grabher → sostituita da  Lola Radivojević
- Nuria Párrizas Díaz → sostituita da  Miriam Bulgaru

## Partecipanti al doppio

### Teste di serie
| Nazione     | Giocatrice         | Nazione     | Giocatrice       | Rank1 | Seed |
| ----------- | ------------------ | ----------- | ---------------- | ----- | ---- |
| Spagna      | Aliona Bolsova     | Venezuela   | Andrea Gámiz     | 160   | 1    |
| Polonia     | Weronika Falkowska | Polonia     | Katarzyna Kawa   | 191   | 2    |
|             | Amina Anšba        | Stati Uniti | Quinn Gleason    | 209   | 3    |
| Regno Unito | Freya Christie     | Colombia    | Yuliana Lizarazo | 232   | 4    |

* Ranking al 28 agosto 2023.

### Altre partecipanti
Le seguenti giocatrici hanno ricevuto una wild card per il tabellone principale:
- Ela Nala Milić /  Nina Potočnik

La seguente coppia di giocatrici è subentrata in tabellone come alternate:
- Denisa Hindová /  Karolína Kubáňová

### Ritiri
- Lucija Ćirić Bagarić /  Lola Radivojević → sostituite da  Denisa Hindová /  Karolína Kubáňová

## Campionesse

### Singolare
Marina Bassols Ribera ha sconfitto in finale  Zeynep Sönmez con il punteggio di 6-0, 7-6(2).

### Doppio
Amina Anšba /  Quinn Gleason hanno sconfitto in finale  Freya Christie /  Yuliana Lizarazo con il punteggio di 6-3, 6-4.